# كفر غانم
قرية كفر غانم هي إحدى القرى التابعة لمركز كوم حمادة في محافظة البحيرة في جمهورية مصر العربية. حسب إحصاءات سنة 2006، بلغ إجمالي السكان في كفر غانم 1185 نسمة، منهم 560 رجل و625 امرأة.

## التاريخ
قرية كفر غانم من القرى القديمة، اسمها الأصلي «مسجد غانم»، حيث وردت بهذا الاسم في قوانين ابن مماتي وفي تحفة الإرشاد من أعمال حوف رمسيس، وفي التحفة السنية لابن الجيعان من أعمال البحيرة، وفي تاريخ سنة 1228هـ/1813م باسمها الحالي.